# 太空旅行學會

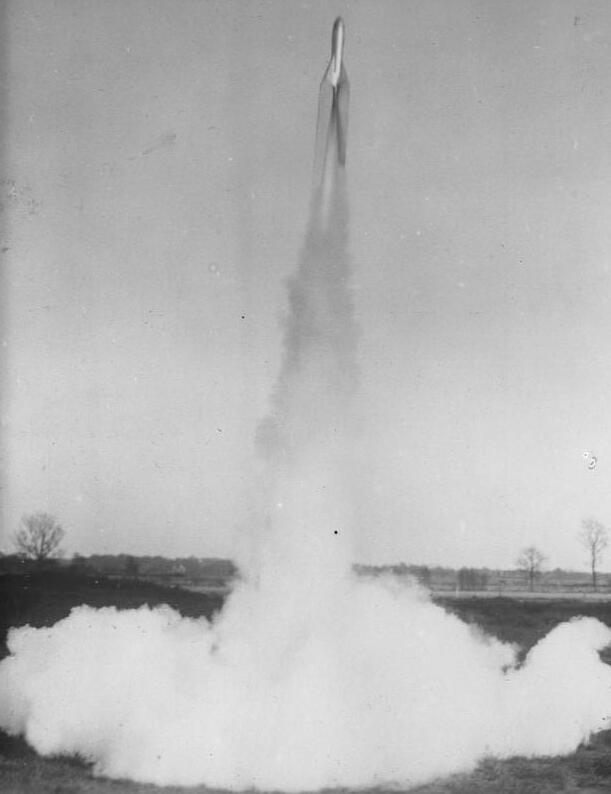
世界上的第一枚火箭发射图。

太空旅行學會（德語：Verein für Raumschiffahrt，縮寫VfR），是德国在第二次世界大战之前的业余火箭协会，但仍有來自外國的會員。學會第一个成功的液体燃料點火試驗，是在1930年1月25日，由馬克思·法里爾在Heylandt工廠進行（5分钟）；更多的的火箭实验，則是在薩克森州伯恩斯塔特附近的一個農場完成。

## 簡介
1923年6月，赫尔曼·奥伯特在德國出版《飛向星際空間的火箭》（德語：Die Rakete zu den Planetenräumen）及1929年的續作《太空飛行的方法》（德語：Wege zur Raumschiffahrt）。使得太空旅行和火箭學越來越受關注。
VfR於1927年由约翰内斯·温克勒成立，由馬克思·法里尔和威利·雷伊作為 弗里茨·朗早期的科幻电影《月球裡的女士》（德語：Frau im Mond）的專業顧問。雷伊和赫尔曼·奥伯特希望從弗里茨那裡取得一些資金，用於現實中的火箭发射試驗与该电影的首映。 法里尔曾协助弗里茨·冯·歐寶使用火箭動力为欧宝公司宣傳。
在1930年9月希特勒還未掌权之時，VfR曾联系德军要求资金。在11年前的第一次世界大战結束後，火箭屬於少數不受《凡尔赛条约》約束的軍事發展領域。柏林直轄市政府准許他们使用在萊尼根多夫的廢棄弹药库，即柏林火箭发射场（德語：Raketenflugplatz Berlin）。
那三年間，VfR在這裡自行設計，並发射越来越强大的火箭。包含不完全成功的 Mirak火箭，最强大的「Repulsor」系列火箭（名稱來自一艘库尔德·拉斯維茨所著德文小說中的太空船） 可到达海拔1 公里(3000 英尺)以上。
1932年春，華特·多恩伯格上尉、他的指挥官（Ritter von Horstig 隊長）和卡尔·海因里希·埃米尔·贝克上校觀看一次（失敗的）發射，多恩伯格随即給出一份發射展示的合約。兩年前加入的年轻的学生沃纳·冯·布劳恩 對該合約極有興趣。學會最後拒絕了提案，而審議期間的爭論不休，也造成學會本身在1934年1月的解散。 學會消亡的原因之一仍是無法找到資金來源，而且柏林的民政当局對於在距離城市這麼近的地方進行火箭試驗是否合適愈發憂慮。
唯一已知的VfR火箭計畫遺物，是被丟棄的铝製衝擊喷嘴，1935年其成员赫伯特·雪弗在移民時一起帶往美國，並在1978年捐献给史密森尼学会。